# Bahía de Cocinetas
Die Bahía de Cocinetas ist eine kleine Bucht in der Karibik im Südosten der Guajira-Halbinsel an der Grenze zwischen Kolumbien und Venezuela südlich von Castilletes.
Die Bucht ist nur über einen schmalen Kanal mit dem Karibischen Meer verbunden, weshalb sie manchmal auch als Laguna de Cocinetas bezeichnet wird.
Aufgrund einer historischen Anomalie gehören die Gewässer der Lagune bis zur Flutlinie vollständig zu Venezuela (Gemeinde Guajira, Bundesstaat Zulia), während ein Teil der Küste zu Kolumbien (Gemeinde Uribia, Departamento La Guajira) gehört.
Etwas weiter nördlich an der Küste liegt die Bahía Tukakas.

## Geschichte
An der Bahía de Cocinetas soll der Spanier Alonso de Ojeda am 3. Mai 1502 Santa Cruz, die erste europäische Siedlung auf dem südamerikanischen Festland, gegründet haben. Die Lage der Siedlung ist jedoch umstritten, gewisse Historiker verorten sie stattdessen an der Bahía Honda an der Nordseite der Guajira-Halbinsel.